# Фаткуллин, Тимур Владиславович
Тимур Владиславович Фаткуллин (род. 10 февраля 1997, Челябинск) — российский хоккеист, защитник.

## Биография
Воспитанник челябинского «Трактора», первый тренер Юрий Могильников. В сезоне 2014/15 играл за команды МХЛ «Кузнецкие медведи» и «Тюменский легион». Следующий сезон провёл в Кузнецких медведях", в середине февраля дебютировал в КХЛ, проведя два матча за «Металлург» Новокузнецк. В сезоне-2016/17 провёл 39 матчей в КХЛ и 35 — в МХЛ.
5 июня 2017 года был обменян в «Ак Барс», а 4 августа — в нижегородское «Торпедо». Провёл 24 матча в КХЛ и 6 в ВХЛ за «Саров» и 27 декабря был обменян обратно в «Ак Барс». 6 июля 2018 года был обменян в «Нефтехимик», за который сыграл три матча. В дальнейшем выступал в ВХЛ за команды «Барс» (2018/19), «Нефтяник» Альметьевск (2019/20 — 2021/22), «Динамо» Санкт-Петербург (2022/23), «Тамбов» (2022/23 — 2023/24), «Сокол» Красноярск (2023/24).
Победитель Кубка Беларуси 2024 в составе ХК «Юность-Минск».
Игрок Челябинской любительской хоккейной лиги.